# Синьял-Чурачики
Синья́л-Чура́чики (чув. Çĕньял Чурачăк) — деревня в Чебоксарском районе Чувашской Республики. Входит в состав Ишлейского сельского поселения.

## География
Находится в северной части Чувашии, почти на расстоянии приблизительно 19 км на запад по прямой от районного центра поселка Кугеси на правом берегу реки Покшаушка.

## История
Известна с 1858 года как околоток деревни Чуратчикова (Кораккасы) (ныне Корак-Чурачики) с 199 жителями. В 1897 было учтено 267 жителей, в 1926 — 68 дворов, 320 жителей, в 1939—343 жителя, в 1979—189. В 2002 году было 41 двор, в 2010 — 39 домохозяйств. В период коллективизации был образован колхоз им. Ленина, в 2010 году действовало ОАО «Чурачикское».

## Население
Постоянное население составляло 123 человека (чуваши 97 %) в 2002 году, 122 в 2010.

## Известные уроженцы
Юрий Петрович Матросов (1947), заслуженный художник Чувашии 